# シェアード・ワールド
シェアード・ワールド（共有世界、英: shared world） または シェアード・ユニバース（共有宇宙、英: shared universe）とは、複数の作家（または他のアーティスト）が独立して作品を提供し、その作品は単独でも成立するが、プロジェクト全体のストーリー、キャラクター、または世界設定を共有しつつ発展させるという、一連の創作物からなる架空の世界のことである。SFなどのジャンルでよく見られる。複数のアーティストが同じ作品に共同で取り組む共同執筆や、一度の出会いを除いて作品やキャラクターが独立しているクロスオーバーとは異なるものである。
シェアード・ユニバースという言葉は、コミックの出版社が、ある作品のキャラクターやイベント、前提条件が、メディア・フランチャイズの中で他の作品に登場するような、全体的な環境を反映させるためにも使われる。様々なメディア（小説や映画など）にまたがって出版され、それぞれが設定の成長、歴史、ステータスに貢献している特定の種類のシェアード・ユニバースは、「想像上のエンターテインメント環境」と呼ばれている。
また、この言葉はより広い、文学以外の意味で、学際的あるいは社会的な共通性を伝えるためにも使われており、しばしば「言説の共有された宇宙」という文脈で使われている。

## 概要
ファンタジーやサイエンス・フィクションにおいてしばしば見られる形態。シェアード・ワールドを用いて書かれた小説は、特にシェアード・ワールド・ノベルズとも呼ばれる。
設定やキャラクターは同じでも各作品間の歴史の流れが異なっていくパラレルワールド（並行世界）物とは違い、シェアード・ワールドにおける各作品は原則として完全に同じ世界上の出来事とされ、歴史の流れもまた相互に尊重される。つまり、各作品での出来事や事件は1枚の歴史年表に矛盾なく書き込むことができる、ということである。ただし、著者数や作品数の増加の結果、矛盾を生んでしまう（整合しきれなくなる）ケースも見られる。著作権上の問題は、各作品の著者間における同意や、元になる作品の著作権者の許諾といった形で解決されるのが一般的である。
また、世界を複数の人間で構築していくという方法が共通するテーブルトークRPGとの関連性は強く、下記一覧のシェアード・ワールドの多くが、小説とテーブルトークRPGの両方で展開している。

### インターネット上のシェアード・ワールド
インターネットの発達により、Web上で共有されたオンライン小説のシェアード・ワールドも作られ、それを管理するウェブサイトがいくつか存在する。
これらインターネット上のシェアード・ワールドにおいて、誰でも創作・発表に参加できるものはオープンシェアワールド、その中で特に「フリー」なものはフリーシェアワールドと呼ばれている。ただし、これらの用語や「フリー」の範囲については、定義づけが曖昧な場合や「コンピュータソフトウェアにおけるフリーウェアとシェアウェア」との混同と見られる用例も見受けられる。

## 定義
コミックの歴史家であるドン・マークシュタインが1970年にCAPA-alphaに掲載した記事で初めて定義した言葉である。

### マークシュタインの基準
1. キャラクターAとBが出会っていれば、彼らは同じ宇宙にいることになり、キャラクターBとCが出会っていれば、推移的にAとCは同じ宇宙にいることになる。
2. キャラクターは実在の人物でつなぐことはできない。そうでなければ、スーパーマンはジョン・F・ケネディと出会い、（実在の）ケネディはニール・アームストロングと出会い、アームストロングはファンタスティック・フォーと出会っているので、スーパーマンとファンタスティック・フォーは同じ宇宙にいると主張することができる。
3. キャラクターは、「出版社に由来しない」キャラクターによってつなぐことはできない。そうでなければ、スーパーマンとファンタスティック・フォーは、どちらもヘラクレスと出会っているので、同じ宇宙にいると主張することができる。
4. 実在の人物を（出版社独自の）特定のフィクションを加えて表現したもの（例えば、DCコミックスの「ジェリー・ルイスの冒険」に登場するジェリー・ルイスは、魔法の力を持つ家政婦がいるという点で、実在のジェリー・ルイスとは異なっている）をつなぐことができる。これは、マーベル・コミック版のヘラクレスやDCコミックス版のロビン・フッドなど、パブリックドメインのフィクションキャラクターの特定のバージョンにも当てはまる。
5. キャラクターは、物語の中でコマの中に一緒に登場した場合のみ、出会ったとみなされる。コミックの表紙で一緒に登場した場合は、出会ったとはみなさない。

ほとんどのテレビ番組や多くのコミックブックのタイトルなど、いくつかのメディアにおけるフィクションは、視聴者や読者が複数の作者の貢献を必要とすると理解しており、それだけでは共有された世界を作り上げることはできず、共同制作の芸術形態と考えられている。『シラノ・ド・ベルジュラック』のダルタニャンのような偶発的な登場は、文学的なカメオ出演とみなされる。異なるソースのキャラクター間のより実質的な相互作用は、しばしばクロスオーバーとして販売される。クロスオーバーは共通の世界の中で行われるが、すべてのクロスオーバーがそれぞれの設定のバックストーリーを統合することを意図しているわけではなく、マーケティングやパロディ、あるいは「もしも」のシナリオを探求するために使用され、一回限りのものであることが多い。
シェアード・ユニバースに参加している作家は、特にシェアード・ユニバースが非常に大きくなると、一貫性を保ち、以前の作品の詳細と矛盾しないようにすることが難しくなり、しばしば相互矛盾が発生する。設定を管理している作者や会社が「公式」とみなしているバージョンは「カノン」と呼ばれている。すべてのシェアード・ユニバースに、正統性を決定する能力や関心を持つ支配者がいるわけではなく、すべてのファンがこれらの決定に同意するわけでもない。ファノンはその設定のファンダムの中である程度のコンセンサスを得ることができる。
作家の中には、設定の詳細に信憑性を持たせるために、複数の人物が長期間に渡って作業を行った結果生じる矛盾や誤りを修正する手段を採用している者もいる。そのような手段の一つがレトコンニング、「retroactive continuity（遡及的連続性）」の略で、過去に書かれた矛盾した内容によって生じた連続性のエラーを解決するものである。
また、ストーリーやシリーズがシェアード・ユニバースに統合されると、「あるヒーローのファンが他のヒーローのタイトルを買うことを要求される」と感じて、読者が反対することもある。

## 印刷物に由来するもの

### 小説に由来するもの
既存の作品をシェアード・ユニバースに拡大することは、映画やテレビでライセンスされた設定に限ったことではない。例えば、ラリー・ニーヴンは、軍事経験がないために人類とクジン人との間の戦争を適切に描写できないと考え、当初は自分のノウンスペースの設定を他の作家に公開していた。この設定をどの程度他の作家に開放しているかについては、エルフ・スタンバーグがノウンスペースを舞台にしたエロティックな短編小説を創作した際に、「もっとノウンスペースの物語が欲しければ、自分で書かなければならないだろう」というニーヴンの作家メモが話題になったことがある。ニーヴンはそれ以来、彼の設定は依然として「制限された状況下で、許可を得て」のみ使用されることを明確にしており、ニーヴンは「人間・クジン人戦争」シリーズの複数の作家に許可を与えている。対照的に、作家のエリック・フリントは、ファン・フィクション作家とのコラボレーションを直接編集・出版し、1632シリーズを展開している。
また、作者の死後に同様の方法で設定が拡張されることもあるが、この死後の拡張は、シェアード・ユニバースの定義を厳密には満たさない場合もある。そのような例としては、オーガスト・ダーレスがH・P・ラヴクラフトの著作からクトゥルフ神話を発展させたものがあり、その結果、ラヴクラフト自身の作品とは「完全に異なる」と考えられている。死後の展開としては、ルース・プラムリー・トンプソンによるL・フランク・ボームの『オズ』物語の続編や、グレッグ・ベア、グレゴリー・ベンフォード、デイヴィッド・ブリンによるアイザック・アシモフの『ファウンデーション』の世界のさらなる展開などが挙げられる。
この種の出版物の多くは、短編小説のアンソロジーシリーズの形をとっており、時折、独立した小説も出版されている。例えば、ロバート・アスプリンの『Thieves' World』、C・J・チェリイの『Merovingen Nights』、ジャネット・モリスの『Heroes in Hell』などがある。

### コミックに由来するもの／コミックをベースにしたもの

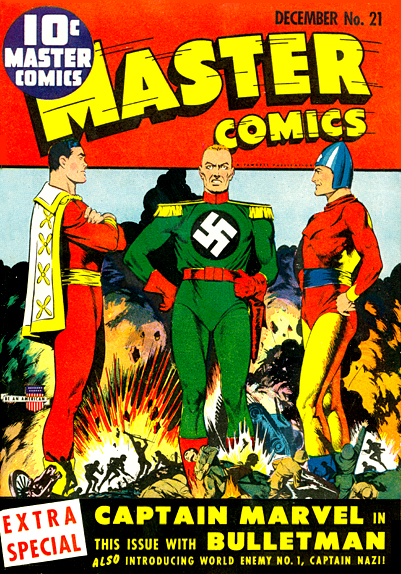
初期の例。キャプテン・マーベルとバレットマンが力を合わせてキャプテン・ナチと戦い、それによってフォーセット社の「ユニバース」の中で共有される連続性が確立された。

コミックの世界では、シェアード・ユニバースという言葉が使われている。これは、コミックブック出版社が創り出す全体的な環境を反映したもので、ある製品ラインのキャラクター、イベント、前提条件が、メディア・フランチャイズの他の製品ラインに登場するというものである。
1961年、マーベル・コミックの作家兼編集者であるスタン・リーは、アーティストのジャック・カービーとスティーヴ・ディトコと協力して、同出版社のコミックスキャラクターの大部分をマーベル・ユニバースに統合した。マーベルでは、より大きな「マルチバース」の中で、それぞれが割り当てられた数多くの別の現実を舞台に物語を展開している。また、DCコミックスとマーベルは、それぞれのキャラクターが出会い、交流するシリーズを定期的に共同出版している。これらの会社間のクロスオーバーは、通常、DCユニバースとマーベル・ユニバースが共存していることを示唆しないように、制限付きのイベントとして書かれている。例外として、1996年に「アマルガム・コミックス」というメタフィクションレーベルから発売された24本のコミックは、両社のキャラクターが混成された共通の宇宙を描いている。マーベルはこの作品を「アース-692」と呼び、設定上の大きなマルチバースの一部としている。
DCとマーベル・コミックにおけるシェアード・ユニバースの試みは、業界の競合他社とは一線を画しているが、他の企業も同様のモデルを試みている。ヴァリアント・コミックスとクロスジェンは、それぞれ「ユニティ」と「シギルバース」と呼ばれる、出版社全体でひとつのシェアード・ユニバースを舞台にした作品を主に制作している。

## 映画・テレビの中のユニバース
映画（またはテレビ）におけるユニバースは、ほとんどの場合、同じ連続性の中にある複数のフランチャイズ（映画またはテレビ）を包括したフランチャイズで構成されている。それぞれのフランチャイズは、異なるキャラクター（またはキャラクターグループ）に焦点を当てた独立したストーリーを語り、独自のキャスト、監督、脚本家を起用しているが、同時に他の作品に共通する一貫した矛盾しない連続性の一部でもある。映画でメジャーなフィクション・ユニバースはシネマティック・ユニバース（cinematic universes）と呼ばれ、テレビでメジャーなフィクション・ユニバースはテレビジョン・ユニバース（television universes）と呼ばれている。映画やテレビのユニバースの中には、ビデオゲームや、小説やコミックなどの印刷物と一緒になっているものもあり、同じ連続性の中で追加の正規のストーリーを語っている。

### 映画の中のユニバース
映画史における初期のユニバースは、『魔人ドラキュラ』、『フランケンシュタイン』、『透明人間』、『狼男』などのユニバーサル・モンスター・シリーズで、1931年から1951年まで続き、キャストやキャラクターが繰り返し登場した。
映画に登場するユニバースの中には、イアン・フレミングのスパイ小説を原作としたジェームズ・ボンド映画シリーズのように、小説の映画化から始まったものもある。これらの映画は小説の要素を取り入れているが、直接の映画化ではなく、さらに本の発売日と同じ順番で映画化されていない。シリーズの第1作目は『007 ドクター・ノオ』（1962年）で、これまでに23本の続編が制作され、最新作は『007／ノー・タイム・トゥ・ダイ』（2021年）である。50年以上にわたるシリーズのため、ジェームズ・ボンドは6人の俳優によって演じられ、その他の頻繁に登場するキャラクターもすべて入れ替わっている。さらに、フレミングの小説がすべて映画化された後、シリーズはオリジナル脚本に移行した。しかし、脚本家や監督、キャストが変わっても、すべての作品は1つの一貫したフィクションの連続性の中に設定されている。シェアード・ワールドの側面は、映画の間でも保持されている。
映画「猿の惑星」シリーズも、同名の小説を多くの創造的な自由を得て映画化したものが起源である。オリジナルの『猿の惑星』（1968年）は、現代の宇宙飛行士ジョージ・テイラーが、猿が支配する謎の惑星に着陸するところから始まり、終盤で未来の地球であることが明らかになった。続編の『続・猿の惑星』では、テイラーを救出するために派遣された宇宙飛行士のブレントに焦点が当てられた。第3作『新・猿の惑星』ではタイムトラベルが導入され、前作では脇役として登場した猿のジラとコーネリアスがテイラーの宇宙船で過去に移動することに重点が置かれた。4作目と5作目の『猿の惑星・征服』と『最後の猿の惑星』では、ジラとコーネリアスの息子シーザーが人間に対する反乱を起こし、オリジナル作品で描かれた未来へと向かう姿が描かれている。また、テレビシリーズやアニメーションシリーズも物語の一部とされている。タイムトラベルが起こる前のオリジナルの時間軸における「猿の惑星」の起源は、前日譚・リブート映画シリーズで説明され、猿のシーザーが再び主人公となり、幼少期から老齢の猿になるまでの人生と、猿と人間の対立がどのように始まったのかに焦点を当てたストーリーとなっている。
映画「スター・ウォーズ」シリーズは、ジョージ・ルーカスが製作し、彼が自ら出資した製作会社ルーカスフィルムが制作したものである。ルーク・スカイウォーカー、ハン・ソロ、レイア姫を主人公にした映画『スター・ウォーズ』（1977年）を皮切りに、続編の『帝国の逆襲』（1980年）、『ジェダイの帰還』（1983年）の2作品を合わせてオリジナル三部作と呼ばれている。『スター・ウォーズ エピソード1/ファントム・メナス』（1999年）、『スター・ウォーズ エピソード2/クローンの攻撃』（2002年）、『スター・ウォーズ エピソード3/シスの復讐』（2005年）からなる前日譚三部作では、ルーク・スカイウォーカーの父親であるアナキン・スカイウォーカーに焦点を当て、新しいキャストがオリジナル三部作のキャラクターの若いバージョンを演じ、他の俳優はオリジナル三部作の役柄に戻っている。
テレビでは、アニメーションによって伝承が拡大され、『スター・ウォーズ/クローン・ウォーズ』というタイトルのアニメーション映画（2008年）は、同名のアニメーションシリーズ（2008年―2014年、2020年）のパイロット版として機能した。ルーカスは先に挙げた作品に深く創造的に関わっていましたが、2014年に『スター・ウォーズ』フランチャイズへの創造的関与をやめました。ルーカスフィルムは、2014年4月以降、そのような既述の作品のみを、それ以降に発表されたすべてのフィクション作品とともに、正史とみなすことを発表した。アニメシリーズ『スター・ウォーズ 反乱者たち』（2014年―2018年）は、その後に発表された最初の作品である。『スター・ウォーズ/フォースの覚醒』（2015年）、『スター・ウォーズ/最後のジェダイ』（2017年）、『スター・ウォーズ/スカイウォーカーの夜明け』（2019年）で形成された続編三部作では、新人とともに多くの復帰キャストが登場した。映画のメイン・サーガは、オリジナル、前日譚、続編の3部作で構成されている。また、アンソロジー映画と呼ばれるスピンオフ映画シリーズは、メインシリーズのプロットポイントやキャラクターのストーリーを展開している。
さらに「スター・ウォーズ」シリーズは、ビデオゲーム、コミック、小説、短編小説、アニメーションシリーズ、RPGアドベンチャーへと拡大し、フランチャイズに基づいたオリジナルストーリーを語っており、異なるメディアフォーマットに関わらず、映画が他のすべてのメディアフォーマットと同じ連続性を共有する、想像上のエンターテイメント環境として分類されている。ルーカスフィルムの初期のチームは、キャロル・ワカルスカ（後のタイトルマン）、ルーシー・ウィルソン、アラン・カウシュ、スー・ロストーニ、そして後にはリーランド・チーとパブロ・イダルゴの下で、一貫したストーリーテリングを調整し、すべての映画作品と非映画作品の間にプロットホールが生じないようにして、一貫性と相乗効果を確保した。現在では、2014年4月以前に制作された、または制作が終了したこれらのエクスパンデッド・ユニバース作品（テレビ映画、アニメシリーズ、ビデオゲーム、コミック、小説）の再版のブランドとして、「スター・ウォーズ・レジェンド」が使用されている。ルーカスは、復刻版「Splinter of the Mind's Eye」の序文で、これらのエクスパンデッド・ユニバース作品を賞賛し、キャラクターや場所など、いくつかの要素を自分の作品の中に盛り込んでいた。また、ルーカス以降のストーリーテラーも、レジェンドの要素をストーリーに取り入れている。
コミック本をベースにした映画としては、マーベル・コミックのキャラクターをベースにした2つの映画ユニバースがあり、どちらも異なる連続性の中で設定されている。2000年に誕生した映画「X-MEN」シリーズは、同じ連続性の中で設定されたスーパーヒーロー映画フランチャイズとしては、最も長く続いている。マーベル・シネマティック・ユニバースは、最も多くの映画が公開されているほか、複数のテレビ番組やタイアップコミックが共存し、同じ連続性を共有しており、MCUは架空のエンターテイメント環境となっている。DCエクステンデッド・ユニバースは、DCコミックスのキャラクターをベースにしたさまざまな映画シリーズを包含する映画フランチャイズで、すべての映画が同じコンティニュイティを共有している。
脚本家/監督のケヴィン・スミスは、自身の映画やコミック、テレビシリーズなどで使用されている架空の宇宙「ビュー・アスキューニバース」を創造した。スミス演じるジェイとサイレント・ボブというキャラクターは、ビュー・アスキューニバースのほぼすべてのメディアに登場し、あるストーリーのキャラクターが他のストーリーに再登場したり、言及されたりすることも多い。ビュー・アスキューニバースのキャラクター、設定、モチーフが繰り返し登場するのは、スミスのデビュー作である1994年の『クラークス』が最初である。
最も成功した小説から映画化された作品は、『ホビット』（2012年―2014年）と『ロード・オブ・ザ・リング』（2001年―2003年）の3部作で、いずれもピーター・ジャクソン監督が、J・R・R・トールキンの小説（特に『指輪物語』）を忠実に映画化したものである。シリーズの最初の作品は、1937年に出版された小説「ホビット」である。ホビットのビルボ・バギンズとその甥のフロド・バギンズ、魔法使いのガンダルフを中心に、ドワーフやエルフなどの種族が登場する。映画と映画の間を舞台にしたビデオゲームも制作されている。

### テレビの中のユニバース
映画が存在しない、テレビ番組をベースにした宇宙のことを指す。テレビシリーズは、同じ世界を舞台にしたスピンオフシリーズにつながることがあり、多くの場合、オリジナル作品の1つのキャラクターに焦点を当てる。アメリカのシットコム『チアーズ 』は、『そりゃないぜ!? フレイジャー』と「トーテリス」という、そのキャラクターをベースにした2つのスピンオフシリーズを生み出した。
テレビ番組の間で宇宙を共有している顕著な例として、「トミー・ウェストフォール宇宙仮説」がある。これは、あるシリーズのキャラクターを演じる俳優が、そのキャラクターのまま2つ目のシリーズにゲスト出演した場合、その2つのシリーズは同じ宇宙で行われているに違いないという仮説に基づいている。この理論の名前は、『セント・エルスウィート』の最終回に登場する人物に由来しています。この最終回の出来事の一般的な解釈は、『セント・エルスウィート』の全宇宙（関連するすべてのシリーズを含む）は、ウェストフォールの想像力の中にのみ存在するというもの。
『ドクター・フー』のスピンオフ・メディアは「フーニヴァース」と呼ばれ、ビッグ・フィニッシュやBBCが制作するオーディオ・プレイ、ニュー・アドベンチャーズの宇宙小説、あるいは「ドクター・フー・マガジン」などに掲載されたコミックをベースにした宇宙などに分かれており、比較的一貫性がない。

## 代表的なシェアード・ワールド

### ファンタジー
- Thieves' World（未訳、ロバート・アスプリンらによる世界初の本格的シェアード･ワールド）
- 魔法の国が消えていく（ラリイ・ニーヴンの小説の舞台を共有している）
- ダンジョンズ&ドラゴンズの背景世界
  - ミスタラ
  - クリン（ドラゴンランス）
  - フォーゴトン・レルム
  - グレイ・ホーク
  - エベロン
- グローランサ
  - ルーンクエスト
  - ヒーローウォーズ
- ウィザードリィ
- フォーセリア
  - ソード・ワールドシリーズ
  - ロードス島戦記シリーズ
  - クリスタニアシリーズ
- 六門世界（モンスターコレクションシリーズ）
- 神曲奏界ポリフォニカシリーズ
- ファンタージエンシリーズ
- ハリー・ポッター魔法ワールド

### SF
- スタートレックシリーズ
- スター・ウォーズシリーズ
- ドクター・フーシリーズ
- モンスター・ヴァース
- トラベラー
- シャドウランシリーズ
- 「ワイルドカード」シリーズ（G・R・R・マーティンらによるSF小説）
- 灼熱の竜騎兵
- 七都市物語
- ガンダムシリーズ
- オナー・ハリントン・シリーズ

### ホラー
- クトゥルフ神話
- 「妖魔夜行 / 百鬼夜翔」シリーズ（グループSNE）
- SCP財団
- The Backrooms
- 死霊館シリーズ

### スーパーヒーロー物
- マーベル・コミックの一部
  - マーベル・シネマティック・ユニバース
  - ソニーズ・スパイダーマン・ユニバース
- DCコミックスの一部
  - アローバース
  - DCエクステンデッド・ユニバース
- ヒーロークロスライン掲載作品群

### その他
- ユキリア世界
- 蓬萊学園シリーズ
- ラストマイル（※TBS系金曜ドラマの『アンナチュラル』『MIU404』と同一世界設定）